# 44. Reserve-Division (Deutsches Kaiserreich)
Die 44. Reserve-Division war ein Großverband der Preußischen Armee im Ersten Weltkrieg.

## Gliederung

### Kriegsgliederung vom 10. September 1914
- 87. Reserve-Infanterie-Brigade
  - Reserve-Infanterie-Regiment Nr. 205
  - Reserve-Infanterie-Regiment Nr. 206
  - Reserve-Jäger-Bataillon Nr. 16
- 88. Reserve-Infanterie-Brigade
  - Reserve-Infanterie-Regiment Nr. 207
  - Reserve-Infanterie-Regiment Nr. 208
- Reserve-Kavallerie-Abteilung Nr. 44
- Reserve-Feldartillerie-Regiment Nr. 44
- Reserve-Pionier-Kompanie Nr. 44

### Kriegsgliederung vom 22. August 1918
- 87. Reserve-Infanterie-Brigade
  - Reserve-Infanterie-Regiment Nr. 205
  - Reserve-Infanterie-Regiment Nr. 206
  - Reserve-Infanterie-Regiment Nr. 208
  - Reserve-Kavallerie-Abteilung Nr. 44
- Artillerie-Kommandeur Nr. 44
  - Reserve-Feldartillerie-Regiment Nr. 44
  - II. Abteilung/Fußartillerie-Regiment Nr. 21
- Pionier-Bataillon 344
- Divisions-Nachrichten-Kommandeur Nr. 444

## Geschichte
Die Division wurde am 10. September 1914 gebildet und im Verlauf des Ersten Weltkriegs an der West- und Ostfront eingesetzt.

### Gefechtskalender

#### 1914
- 20. Oktober bis 30. November – Kämpfe bei Dixmude
- 1. Dezember bis 21. April – Stellungskämpfe an der Yser

#### 1915

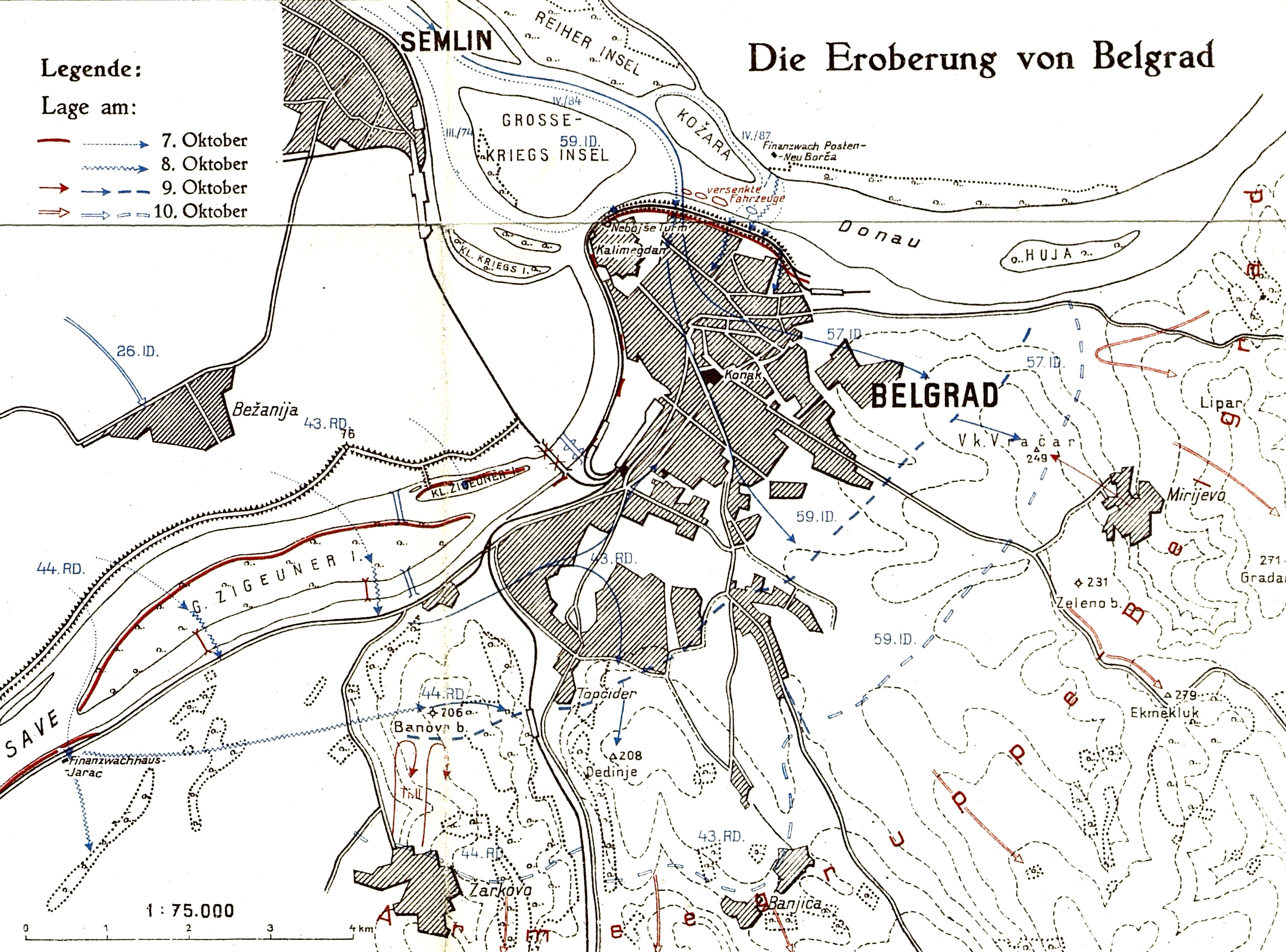
Der Übergang über die Save und die folgende Einnahme Belgrads.

- 22. April bis 25. Mai – Kämpfe um Ypern
- 26. Mai bis 1. Juni – Stellungskämpfe an der Yser
- 1. bis 10. Juni – Transport nach dem Osten
- 12. bis 15. Juni – Durchbruchsschlacht von Lubaczów
- 17. bis 22. Juni – Schlacht bei Lemberg
- 22. Juni bis 16. Juli – Verfolgungskämpfe an der galizisch-polnischen Grenze
- 16. bis 17. Juli – Durchbruchsschlacht bei Krasnostaw
- 19. bis 28. Juli – Anschlusskämpfe
- 29. bis 30. Juli – Durchbruchsschlacht von Biskupice
- 31. Juli bis 19. August – Verfolgungskämpfe vom Wieprz bis zum Bug
- 18. bis 24. August – Angriff auf Brest-Litowsk
  - 19. August bis 4. September – Verfolgungskämpfe zwischen Bug und Jasiolda
- 4. September bis 6. Oktober – Zweiter Aufmarsch an der serbischen Nordgrenze
- 6. Oktober bis 22. November – Feldzug in Serbien
  - 7. Oktober – Übergang über die Save und Erstürmung des Banovo-Berges[1]
  - 9. Oktober – Einnahme von Belgrad
- 23. November bis 6. Februar – Reserve in Syrmien

#### 1916
- 1. bis 6. Februar – Transport nach dem Westen
- 6. Februar bis 23. März – Reserve der OHL bei der 6. Armee
- 25. März bis 15. Juni – Schlacht um Verdun
  - 3. bis 7. Mai – Kämpfe um „Höhe 304“
  - 20. bis 29. Mai – Kämpfe um den „Toten Mann“
- 1. bis 11. Juli – Schlacht an der Somme
- 11. Juli bis 9. Oktober – Stellungskämpfe bei Roye-Noyon
- 10. bis 30. Oktober – Schlacht an der Somme
- 30. Oktober bis 15. März – Stellungskämpfe bei Roye-Noyon

#### 1917
- 16. bis 31. März – Kämpfe vor der Siegfriedfront
- 6. April bis 10. Mai – Doppelschlacht Aisne-Champagne
- 17. Mai bis 21. Oktober – Stellungskämpfe vor Verdun im Abschnitt Loclont-Seuzey
- 23. Oktober bis 28. November – Herbstschlacht in Flandern
- 28. November bis 31. Dezember – Stellungskämpfe in Flandern und Artois

#### 1918
- 1. Januar bis 4. August – Stellungskämpfe in Flandern und Artois
  - 9. bis 18. April – Schlacht bei Armentières
- 5. bis 23. August – Kämpfe vor der Front Ypern-La Bassée
- 24. August bis 2. September – Schlacht bei Monchy-Bapaume
- 3. bis 15. September – Kämpfe vor der Siegfriedfront
- 18. September bis 11. Oktober – Stellungskämpfe in Lothringen
- 11. Oktober bis 4. November – Kämpfe vor und in der Hermannstellung
- 5. bis 11. November – Rückzugskämpfe vor der Antwerpen-Maas-Stellung
- ab 12. November – Räumung des besetzten Gebietes und Marsch in die Heimat

## Kommandeure
| Dienstgrad      | Name                            | Datum                                  |
| --------------- | ------------------------------- | -------------------------------------- |
| Generalleutnant | Eugen von Dorrer                | 25. August 1914 bis 2. April 1916      |
| Generalmajor    | Carl von Wichmann               | 03. April bis 17. Juni 1916            |
| Generalleutnant | Kurt Christoph von Fölkersamb   | 21. September 1916 bis 19. August 1917 |
| Generalleutnant | Anton Baron Digeon von Monteton | 20. August 1917 bis 15. März 1918      |
| Generalmajor    | Otto Haas                       | 16. März bis 16. Dezember 1918         |